# Graptopetalum marginatum
Graptopetalum marginatum är en fetbladsväxtart som beskrevs av Myron William Kimnach och Moran. Graptopetalum marginatum ingår i släktet Graptopetalum och familjen fetbladsväxter. Inga underarter finns listade i Catalogue of Life.